# Staudtia kamerunensis
Staudtia kamerunensis är en tvåhjärtbladig växtart som beskrevs av Otto Warburg. Staudtia kamerunensis ingår i släktet Staudtia och familjen Myristicaceae. Utöver nominatformen finns också underarten S. k. gabonensis.